# Prakthyperikum
Prakthyperikum (Hypericum calycinum) är en johannesörtsväxtart som beskrevs av Carl von Linné. Prakthyperikum ingår i släktet johannesörter, och familjen johannesörtsväxter. Inga underarter finns listade i Catalogue of Life.

## Bildgalleri

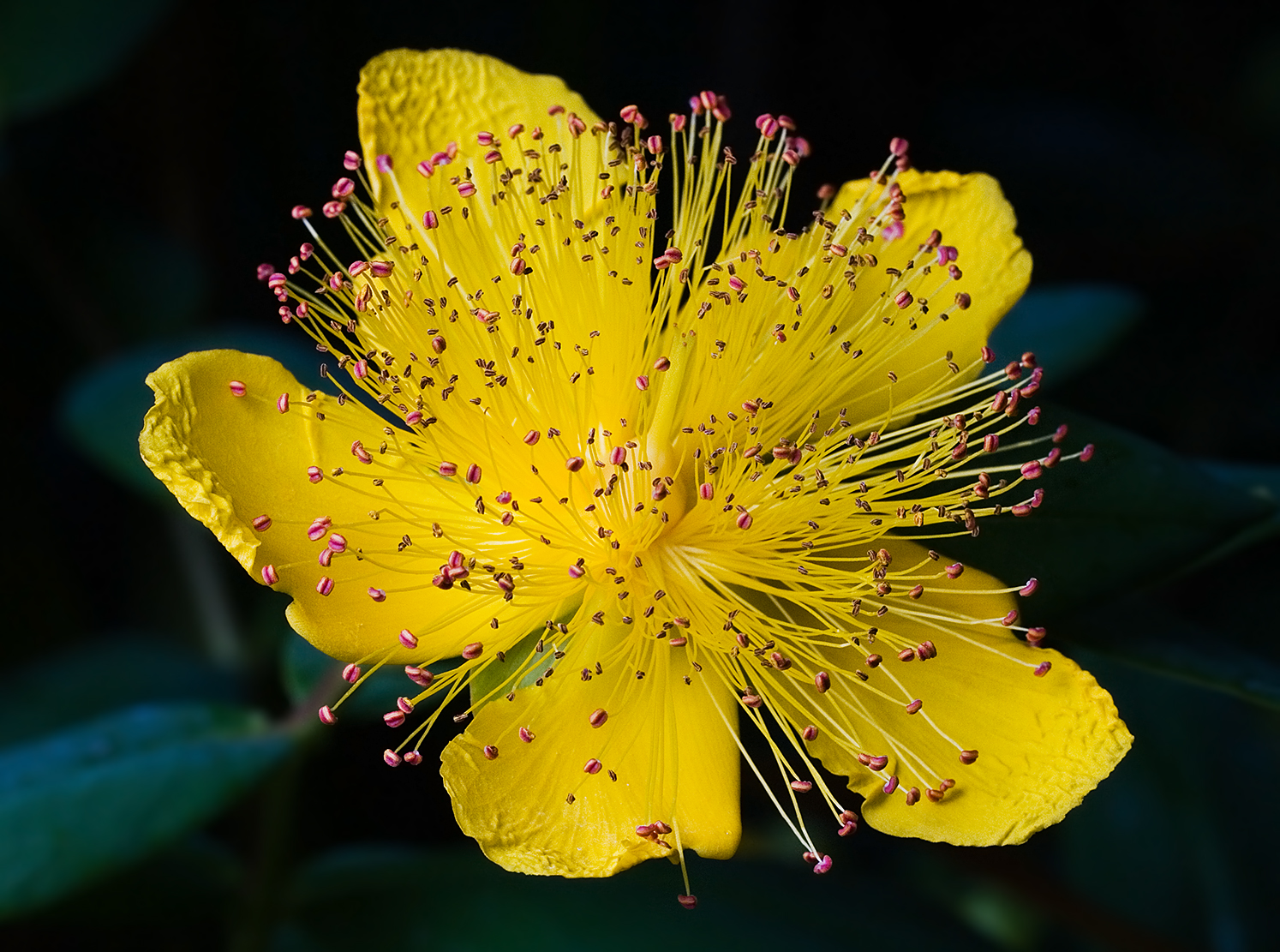
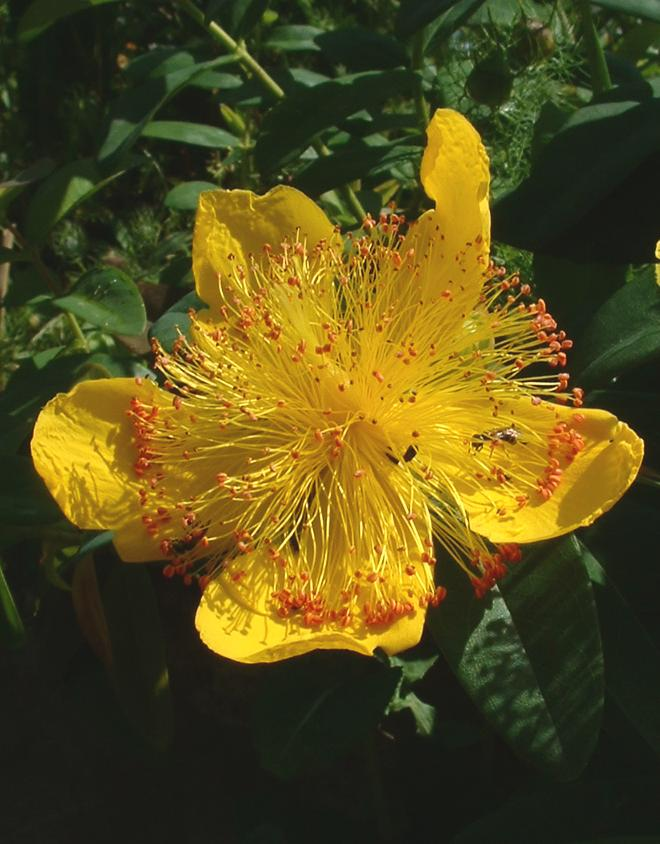
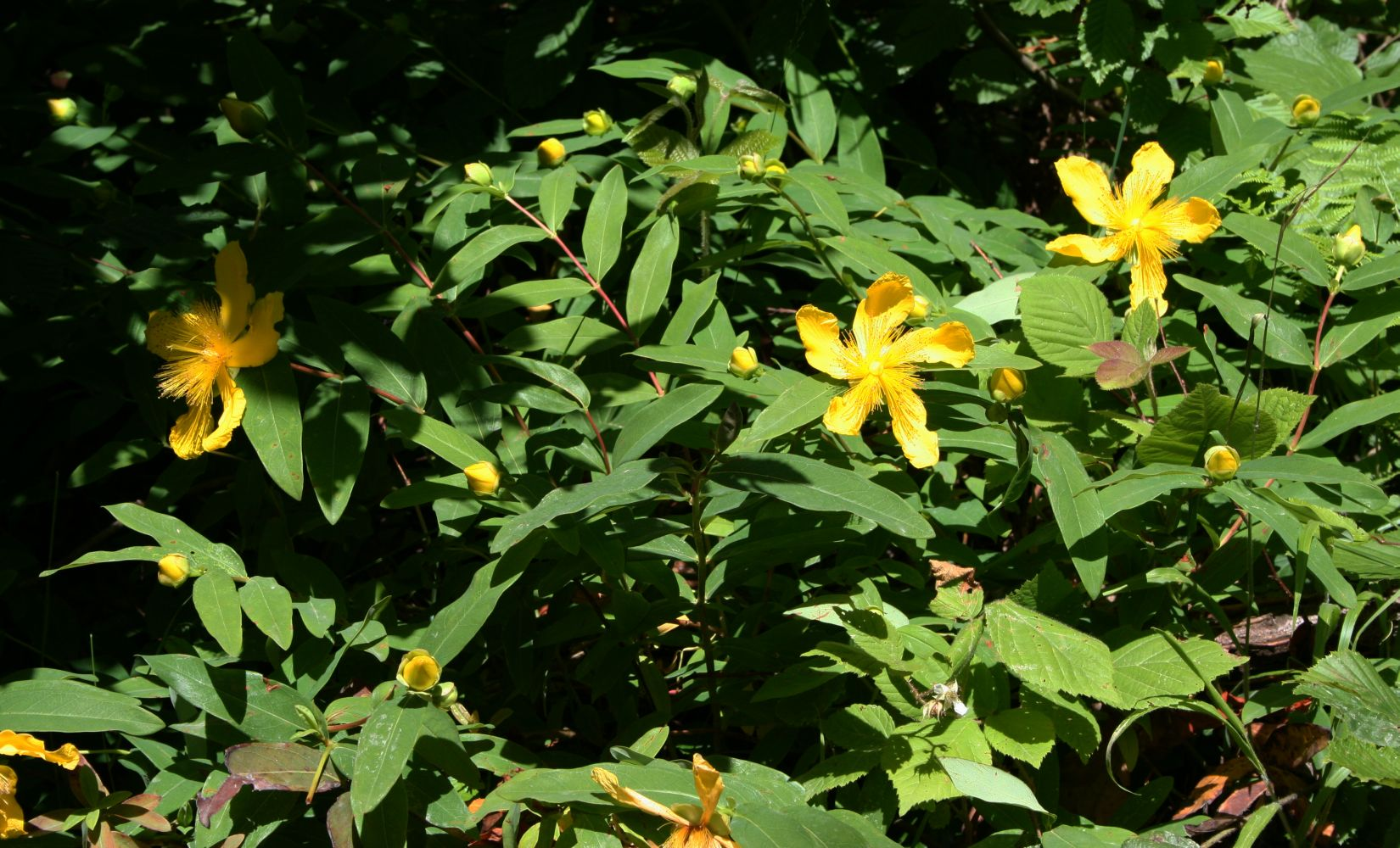
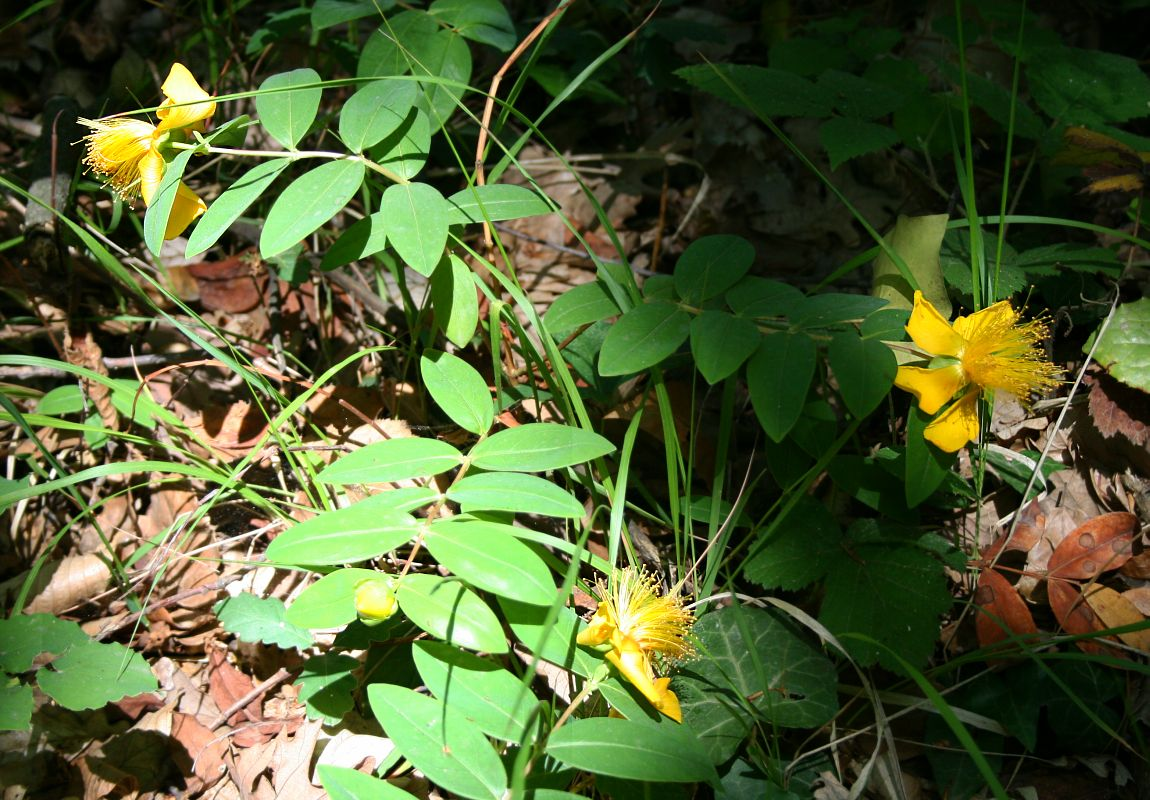
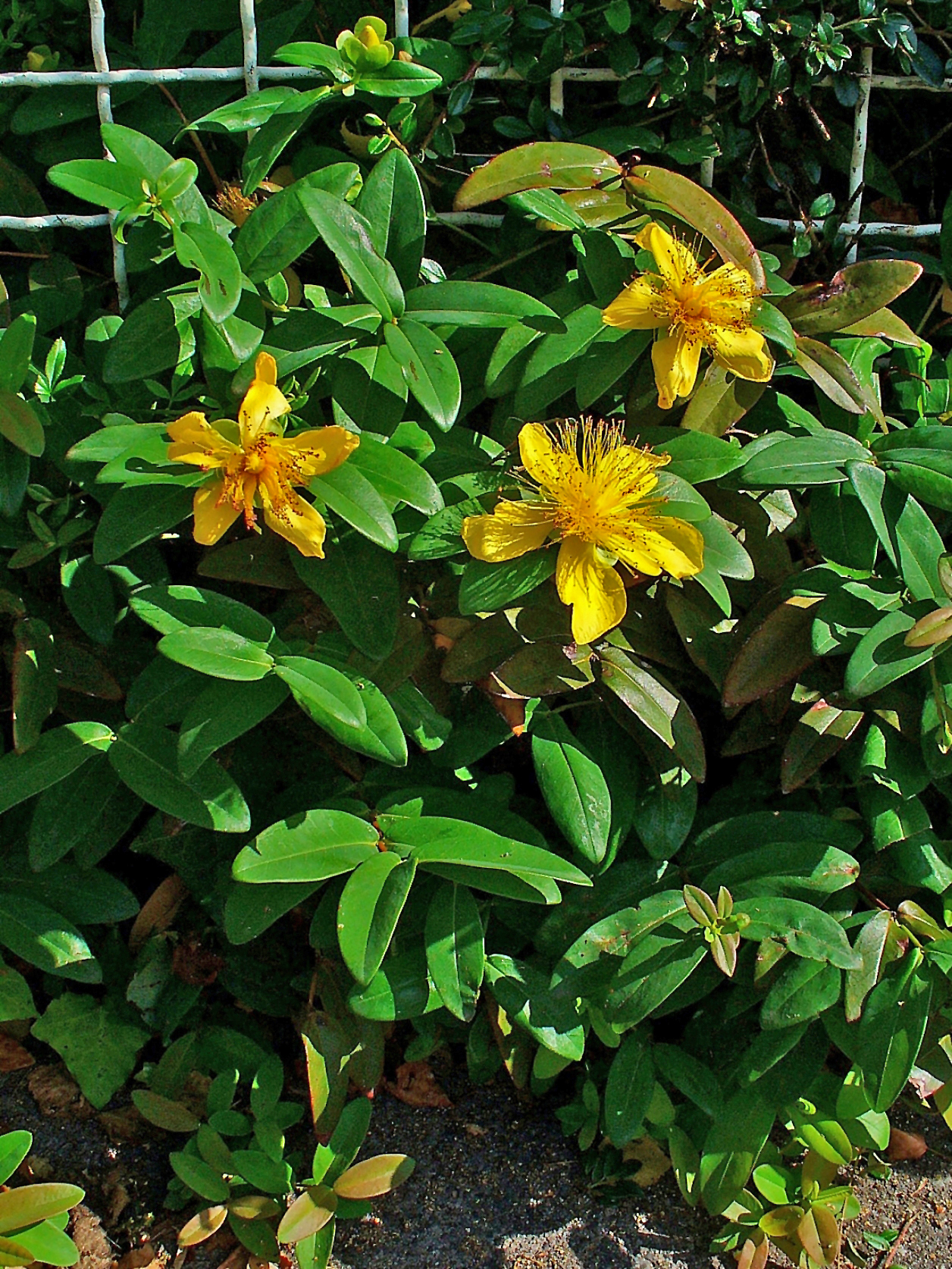
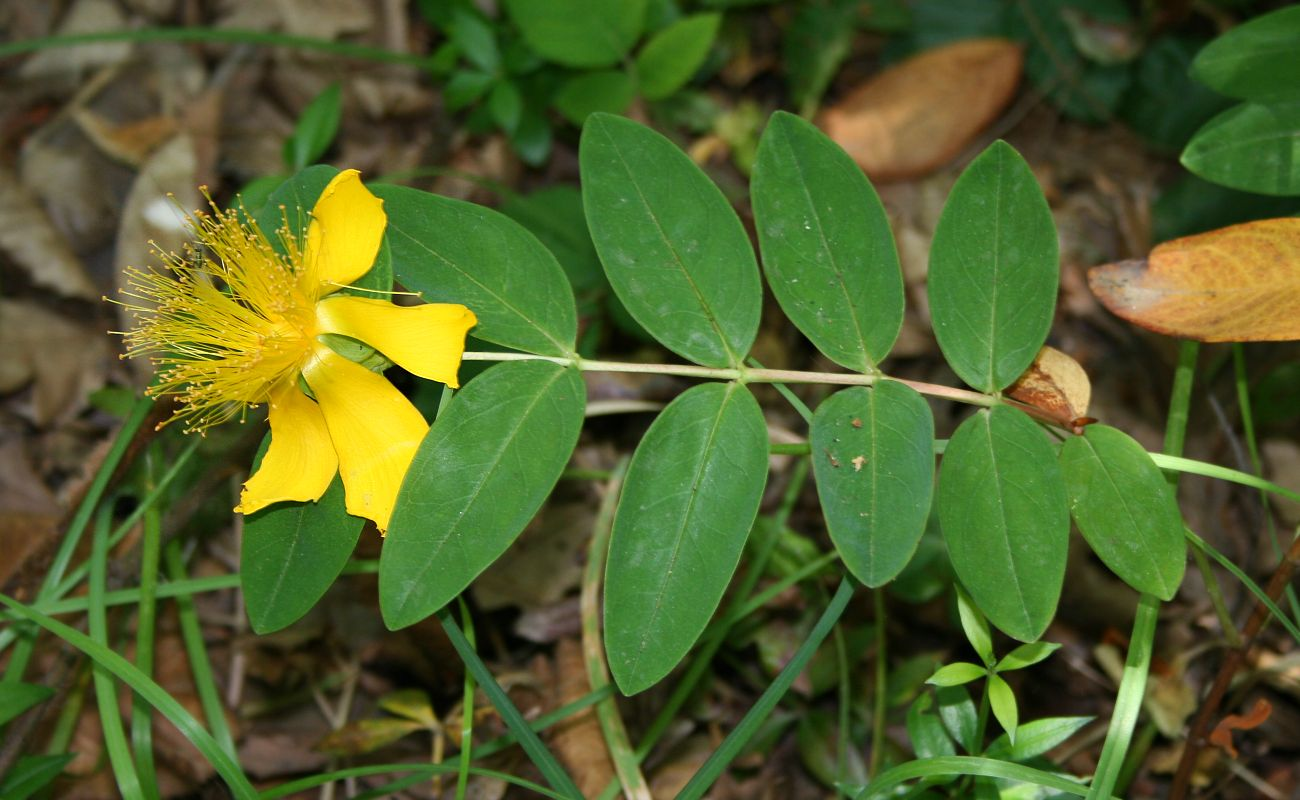